# Lecanopsis myrmecophila
Lecanopsis myrmecophila är en insektsart som beskrevs av Leonardi 1908. Lecanopsis myrmecophila ingår i släktet Lecanopsis och familjen skålsköldlöss.
Artens utbredningsområde är Italien. Inga underarter finns listade i Catalogue of Life.